# Lucio Hedio Rufo Loliano Avito (cónsul 114)
Lucio Hedio Rufo Loliano Avito (en latín Lucius Hedius Rufus Lollianus Avitus) fue un senador romano que desarrolló su cursus honorum entre el último cuarto del siglo I y el primer cuarto del siglo II, bajo los imperios de Domiciano, Nerva, Trajano y Adriano.

## Biografía
De familia originaria del municipium Pollentia (Pollenzo, Italia) en la región augustea de Liguria, su primer cargo conocido fue el de consul suffectus en 114, bajo Trajano, desempeñando este honor entre septiembre y diciembre. Su carrera culminó como procónsul de la provincia Asia en 128-129.
Su hijo fue Lucio Hedio Rufo Loliano Avito, consul ordinarius en 144, bajo Antonino Pío.